# Maria Lukxinà
Maria Dmítrievna Lukxinà  (de soltera Maria Tsitsílina) (en rus: Мария Дмитриевна Лукшина) (Nowaja Usman, óblast de Vorónej, 7 d'abril de 1932 – Vorónej, 14 d'abril de 2014) va ser una ciclista soviètica. Va aconseguir una medalla de bronze al primer Campionat del món en ruta femení, per darrere de la luxemburguesa Elsy Jacobs i la seva compatriota Tamara Nóvikova.